# بونز (مسلسل)
بونز أو العظام هو مسلسل تلفزيوني درامي أمريكي. بث على شبكة فوكس التلفزيونية في الولايات المتحدة من 13 سبتمبر 2005، حتى 28 مارس 2017، وعرض منه 246 حلقة في أكثر من اثني عشر موسم. ويستند هذا المسلسل على الأنثربولوجيا الطبية الشرعية وعلم الآثار الجنائية، كل حلقة ترتكز على قضية يشترك فيها مكتب التحقيقات الفدرالي لحل سر وراء قضايا لجثث متحللة بشرية رُفعت إلى مكتب الوكيل الخاص سيلي بوث (ديفيد بورياناز) والدكتورة تمبرانس «بونز» برينان (إميلي ديشانيل) والحياة الشخصية للشخصيات. أما بقية الممثلين الرئيسيين فيضمون ميكيلا كونلين وتي جيه ثين وإريك ميليغان وجوناثان آدمز وتمارا تايلور وجون فرانسيس دالي وجون بويد.

## قصة
تدور أحداث المسلسل «بونز» عن امرأة في مكتب التحقيقات لديها قدرة خارقة حيث تستطيع من خلال مشاهدتها لعظام الضحية أن تستنتج ماذا حدث لها. ويستند العرض على الطب الشرعي الانثروبولوجيا وعلم الآثار الشرعي ، في كل حلقة تركز على بملف القضية مكتب التحقيقات الفدرالي بشأن سر مقتل شخص ما

## بطولة
- إيميلي ديشانيل
- ديفيد بوريناز
- مكيلا كونلن
- تي جي ثين
- جون بايوند

## روابط خارجية
- بونز على موقع IMDb (الإنجليزية)
- بونز على موقع ميتاكريتيك (الإنجليزية)
- بونز على موقع الموسوعة البريطانية (الإنجليزية)
- بونز على موقع روتن توميتوز (الإنجليزية)
- بونز على موقع نتفليكس (الإنجليزية)
- بونز على موقع أول موفي (الإنجليزية)
- بونز على موقع فيلمافينيتي (الإسبانية)
- بونز على موقع كينوبويسك (الروسية)
- بونز على موقع ألو سيني (الفرنسية)
- بونز على موقع قاعدة بيانات الفيلم (الإنجليزية)